# Loud
Loud este al cincilea album de studio al cântăreței de origine barbadiană Rihanna, lansat pe 7 noiembrie 2010 de Def Jam Recordings. Înregistările au avut loc în perioada februarie - august 2010, parțial și în timpul ultimului turneu al Rihannei, Last Girl on Earth Tour. Rihanna a colaborat cu mai mulți producători, printre care StarGate, The Runners, Polow da Don, Tricky Stewart, și Alex da Kid. Albumul Loud conține melodii dance-pop și pop pentru a oferi un ritm alert melodiilor potrivite pentru cluburi . Albumul marchează și întoarcerea artistei la muzica Dancehall de ultimul album de acest gen, A Girl Like Me. De pe acest album Rihanna a scos pana acum Single-urile "Only Girl (In The World)" , "What's My Name?" si "S&M". Temele abordate din acest album sunt dragostea si sexualitatea, ceea ce o dovedesc melodiile "Man Down", "Skin", "S&M", dar si altele.
Tracklistul albumului Loud este urmatorul:
-S&M
-What's My Name?
-Cheers (Drink To That)
-Fading
-Only Girl (In The World)
-California King Bed
-Man Down
-Raining Men
-Complicated
-Skin
-Love The Way You Lie (Part II)